# Чорнотичі
Чорноти́чі — село в Україні, у Сосницькій селищній громаді Корюківського району Чернігівської області. Населення становить 728 осіб. Від 2020 року — у складі Чорнотицького старостинського округу, Сосницької селищної ради.

## Географія
У селі бере початок річка Рівчак, права притока Убіді. На території села є декілька малих та середніх водойм сільського та районного значення.
Майже з всіх сторін село оточене густим сосновим лісом, в якому водиться безліч звірів та птахів.
Чорнотичі стоять на чорноземах та дерново-підзолистих ґрунтах, що дозволяє отримувати гарні урожаї.
Навесні коли розтає сніг, то більшість території перетворюється на важкопрохідну територію, на якій майже неможливо виконувати сільськогосподарські роботи тракторами без переднього ведучого моста, і так триває аж до середини квітня, поки не підсохне земля.

## Історія
На окраїні села знайдено скарб римських монет II століття. Це ознака ранньослов'янського сіверського поселення. За даними Володимира Гузія, на Дунаї в Словенії і сьогодні значиться поселення Чорнотича. В урочищі Буличов сіверське поселення IX—XIII ст.
Зі свідчень Філарета Гумілевського - У Чорнотичах краща в повіті земля: чорнозем, яка і дала назву селу. За ленним правом за поляків село було надане Йосипу Красовському. У 1654 р. діяла Успенська церква. У 1660 році сільська родина Демидовських від діда держала 141 день землі, стару винокурню, 2 шинки, 4 млини, 2 вітряки, рибну ловлю. Петро Демидович у 1646 р. був сотником волинським. Рід дворян Демидовських включено до малоросійського родослівника Г. Милорадовича.
У 1666 р. — список з 39 податкових дворів, сільська церква. Маєтність родини гетьмана Дорошенко з 1689 р. У 1701 р. були в селі два храми. Спаський храм церковного братства козаків, другий Успенський храм для посполитих людей. Волинський сотник Карпо Линевич у 1718 р. купив у Федора Помазана в селі Чорнотичах город за 40 золотих. Посполиті родини села належали військовому товаришу Леневичу. Отаманом козаків у 1724 р. був Опанас Бойченко. За реєстром 1732 р. село Чорнотичі належало до Волинської сотні. Тоді в ньому було дві церкви (Дмитрівська і Покровська), школа, шпиталь і три шинки. Дві школи у 1767 році. У 1781 році — 222 хати, церква. 1810 році — 667 ревізьких (чоловічих) душ.
Дмитрівська церква незвичної архітектури у 1817 році була перебудована коштом місцевого уродженця катеринославського архієпископа Платона Любарського. 1885 році — 1929 жителів у 308 дворах, 5 постоялих будинків, 5 лавок, 2 вітряки.
За переписом 1897 року — 387 дворів, 2183 жителів, земська школа, лікарня, 3 ярмалки. На чорнотицьких хуторах було ще 92 двори. Дмитрівська церква висотою 35 метрів була збудована дворянською родиною Домонтовичів у 1910 році. У радянські часи церкву не закривали, бо половина села були баптистам. Біля церкви і річки — джерело святих апостолів Петра і Павла. Річка Хребетна утворена залишками льодовикової морени.
1923 - 1925 - село - районний центр Сновської округи Чернігівської губернії. 468 дворів, 2425 осіб населення.
У 1926 році Чорнотицький район — 20,5 тис. жителів. 1973 році — 550 дворів і 1655 жителів.
У селі народився генерал-лейтенант Микола Ліневич (1855—1908), головнокомандуючий сухопутних і морських сил у війні 1905 року з Японією. За списком 1790 року Леневичі — рід чернігівського військового дворянства.
12 червня 2020 року, відповідно до розпорядження Кабінету Міністрів України № 730-р «Про визначення адміністративних центрів та затвердження територій територіальних громад Чернігівської області», увійшло до складу Сосницької селищної громади.
19 липня 2020 року, в результаті адміністративно-територіальної реформи та ліквідації Сосницького району, увійшло до складу Корюківського району Чернігівської області.

## Сьогодення
У селі збереглася пам'ятка архітектури Свято-Дмитрівська церква (1910). Цю споруду можна побачити, коли їхати з Чернігова до Новгород-Сіверська, або ж навпаки, то десь на середини шляху в очі впадає великий храм, висотою 36 метрів. Збудований в стилі класицизму, є прикладом класичної церкви північної України, але зсередини вона вражає по-справжньому, адже це одна з небагатьох церков, яка не закривалася в роки війни, і сюди звозилося церковне начиння з багатьох сіл.
Настоятелем Свято-Дмитрівської церкви є отець Ярослав, який активно розбудовує та ремонтує її.
На даний час в селі працює Чорнотицька ЗОШ I—III ступенів, в якій навчається 102 учнів та працює 22 вчителі, директором школи є Коваленко О. М., який активно бере участь у житті села.
Недавно в селі відкрився дитячий садок «Веселик», в якому виховується 22 діток. Цей садок було відкрито в приміщенні старої сільської ради, за яке точилися суперечки, але спільними зусиллями вдалося зробити його за короткий час.
В селі працює будинок культури, в якому завклубом є Чигир Л. М., а художнім керівником Макаренко О. П.
Також є декілька магазинів, серед яких «У Петра» , «Смак», «Світанок», «Селянин»,«Пролісок».

## Населення

### Мова
Розподіл населення за рідною мовою за даними перепису 2001 року:
| Мова       | Кількість | Відсоток |
| ---------- | --------- | -------- |
| українська | 1047      | 98.87%   |
| російська  | 8         | 0.76%    |
| білоруська | 2         | 0.19%    |
| ромська    | 2         | 0.18%    |
| Усього     | 1059      | 100%     |

## Постаті
- Сухоліт Олександр Борисович (* 1960) — український скульптор, живописець і графік.
- Маценко Максим Сергійович—український військовослужбовець, учасник російсько-української війни.[5]